# فابريزيا
فابريزيا (بالإيطالية: Fabrizia)‏ هي مدينة جبلية صغيرة بمنطقة قلورية، جنوب إيطاليا، وهي جزء من مقاطعة فيبو فالينتيا.